# Bảo tàng Văn học Tư nhân Władysław Reymont ở Bielsko-Biała
Bảo tàng Văn học Tư nhân Władysław Reymont ở Bielsko-Biała (tiếng Ba Lan: Prywatne Muzeum Literatury im. Władysława Reymonta w Bielsku-Białej) là một bảo tàng tư nhân được điều hành bởi Tadeusz Modrzejewski ngay từ những ngày đầu thành lập, tọa lạc tại số 1 Phố Pankiewicza, Bielsko-Biała, Ba Lan. Bảo tàng trưng bày các tác phẩm Tadeusz Modrzejewski tự mình viết tay và minh họa các tác phẩm kinh điển của văn học Ba Lan, đồng thời cũng triển lãm các hiện vật và kỷ vật có liên quan đến lịch sử văn học Ba Lan.

## Lịch sử hình thành
Bảo tàng Văn học Tư nhân Władysław Reymont ở Bielsko-Biała được thành lập vào năm 1989. Mùa thu năm 2010, do đối mặt vấn đề thiếu thốn tài chính, điều kiện phòng trưng bày xuống cấp và thiếu sự hỗ trợ từ chính quyền thành phố nên Bảo tàng đã phải đóng cửa trong vài tuần, và Tadeusz Modrzejewski dự định chuyển đi. Tuy nhiên, cuối cùng, ông quyết định rằng ông "không thể phản bội Reymont", và Bảo tàng đã mở cửa hoạt động trở lại.

## Triển lãm
Cho đến nay, Tadeusz Modrzejewski đã sao chép và minh họa hơn một trăm tác phẩm văn học. Kể từ khi thành lập đến tháng 9 năm 2007, Bảo tàng Văn học Tư nhân Władysław Reymont ở Bielsko-Biała đã đón hơn 80.000 khách tham quan.